# Smolniki (województwo lubuskie)
Smolniki – mała osada leśna w Polsce położona w województwie lubuskim, w powiecie międzyrzeckim, w gminie Trzciel.
W latach 1975–1998 miejscowość administracyjnie należała do województwa gorzowskiego.